# Tydeus (Athener)
Tydeus (altgriechisch Τυδεύς Tydeús; † 405 v. Chr. bei Aigospotamoi) war ein attischer Stratege während des Peloponnesischen Kriegs.

## Abstammung
Nach dem Zeugnis des Redners Lysias war ein nicht näher bestimmter Tydeus bereits während der Expedition der Athener gegen Sizilien im verbündeten Katane. Daran anschließend gibt es Spekulationen, dass es sich bei dieser Person um den späteren Strategen handelte, der im Übrigen ein Sohn des 414 v. Chr. in Sizilien gefallenen attischen Feldherrn Lamachos gewesen sei. Angesichts der äußerst dürftigen Quellenlage lassen sich diese möglichen Verbindungen jedoch  nicht mehr klären.

## Aigospotamoi
Nachdem die Athener 406 im Arginusenprozess ihre besten Admirale zum Tode verurteilt und hingerichtet hatten, wurde Tydeus 405 zusammen mit mehreren anderen zum Strategen gewählt und ging mit der attischen Flotte an den Hellespont. Dort erregte die inkompetente Flottenführung der Admirale Philokles, Konon, Adeimantos, Menandros und Tydeus den Unmut des abgesetzten Feldherrn Alkibiades, der sich dem athenischen Schiffslager näherte, um die Strategen zu ermahnen. Diese glaubten jedoch, auf die Ratschläge ihres erfahrenen Vorgängers verzichten zu können, und insbesondere Tydeus und Menandros verwiesen ihn mit groben Schmähungen des Lagers.
Am folgenden Tag gelang es dem spartanischen Seeherrn Lysander, die Flotte der Athener an ihrem ungeschützten Lagerplatz bei Aigospotamoi zu überraschen und in einem handstreichartigen Überfall vollständig zu vernichten. Von etwa 180 Schiffen entkamen lediglich die neun der Nachhut unter dem Kommando Konons. Da die meisten Ruderer und Soldaten gar nicht rechtzeitig in ihre Schiffe gelangten und am Ufer aufgegriffen wurden, machte Lysander 3000 Gefangene. Die attischen Bürger unter diesen ließ er hinrichten, ebenso wie die Strategen. Über das genaue Schicksal des Tydeus ist nichts bekannt. Wenn er nicht schon in der Schlacht gefallen war, wurde er durch Lysander zusammen mit den anderen hingerichtet.

## Beurteilung
Mit der Vernichtung der attischen Flotte bei Aigospotamoi war Athen von allem Nachschub abgeschnitten und musste im folgenden Jahr kapitulieren. Da die Athener ihre besten und erfahrensten Strategen immer wieder unter Anklage stellten und schlimmstenfalls sogar hinrichteten, blieben ihnen am Ende nur so unbedarfte Kommandanten wie Tydeus, die schließlich Flotte, Stadt und Reich in die Katastrophe führten.